# 1888 a sportban
1888 legfontosabb sporteseményei a következők voltak:
- március 24. Az FA-kupa 1887–1888-as kiírásában a West Bromwich Albion FC legyőzi a Preston North End FC-t a döntőben 2–1-re.
- március 15. – A Montréal Hockey Club legyőzi a Montréal Victoriast 2–1-re az 1888-as AHAC-szezon rájátszásában.
- november 16. Budapesten a Teréz körút 10-es számú házban megalakult a magyar sportélet egyik legjelentősebb klubja, a Magyar Testgyakorlók Köre (MTK).[1]

## Születések
| Születés       | Név                  | Nemzetiség, sportág, eredmények                                                                        | Halálozás |
| -------------- | -------------------- | --- | --------- |
| ?              | Paul Goeminne        | Európa-bajnok belga válogatott jégkorongozó, olimpikon                                                 | ?         |
| ?              | Filiberto Innocenti  | olimpiai bronzérmes olasz tornász                                                                      | ?         |
| ?              | Manrico Masetti      | olimpiai bronzérmes olasz tornász                                                                      | ?         |
| január 1.      | Jens Peter Laursen   | olimpiai ezüstérmes dán tornász                                                                        | 1967      |
| január 3.      | Nils Silfverskiöld   | olimpiai bajnok svéd tornász                                                                           | 1957      |
| január 4.      | Tuli Géza Titusz     | olimpiai ezüstérmes magyar tornász, sportvezető                                                        | 1966      |
| január 5.      | Rube Foster          | World Series bajnok amerikai baseballjátékos                                                           | 1976      |
| január 14.     | Knut Johansson       | svéd kötélhúzó, olimpikon                                                                              | 1953      |
| január 16.     | Daniel Norling       | olimpiai bajnok svéd tornász és olimpiai bajnok díjugrató                                              | 1958      |
| január 19.     | Chick Gandil         | World Series bajnok amerikai baseballjátékos                                                           | 1970      |
| január 20.     | Tor Lund             | olimpiai bajnok norvég tornász                                                                         | 1972      |
| január 22.     | Marco Torrès         | olimpiai ezüst- és bronzérmes spanyol származású francia tornász                                       | 1963      |
| január 24.     | Pinch Thomas         | World Series bajnok amerikai baseballjátékos                                                           | 1953      |
| január 28.     | Kaarlo Soinio        | olimpiai bronzérmes finn tornász és finn válogatott labdarúgó                                          | 1960      |
| február 4.     | Bill Rariden         | World Series bajnok amerikai baseballjátékos                                                           | 1942      |
| február 7.     | Donáth Leó           | magyar sportvezető, irodalomtörténész, műfordító                                                       | 1941      |
| február 8.     | Albert Betts         | olimpiai bronzérmes brit tornász                                                                       | 1924      |
| március 18.    | Axel Janse           | olimpiai bajnok svéd tornász                                                                           | 1973      |
| március 24.    | Olaf Jacobsen        | olimpiai bronzérmes norvég tornász                                                                     | 1969      |
| március 29.    | Per Jespersen        | olimpiai bajnok és olimpiai ezüstérmes norvég tornász                                                  | 1964      |
| március 28.    | Harald Smedvik       | olimpiai ezüstérmes norvég tornász                                                                     | 1956      |
| március 30.    | Pierre Charpentier   | Európa-bajnok francia válogatott jégkorongozó, olimpikon                                               | ?         |
| április 1.     | Jean Alavoine        | francia kerékpáros                                                                                     | 1943      |
| április 2.     | Roger Ducret         | olimpiai bajnok és világbajnoki bronzérmes francia vívó                                                | 1962      |
| április 2.     | Nicolai Kiær         | olimpiai ezüstérmes norvég tornász                                                                     | 1934      |
| április 4.     | Tris Speaker         | World Series bajnok amerikai baseballjátékos, menedzser, National Baseball Hall of Fame and Museum tag | 1958      |
| április 9.     | Hippo Vaughn         | amerikai baseballjátékos                                                                               | 1966      |
| április 10.    | Charlie Pick         | amerikai baseballjátékos                                                                               | 1954      |
| április 13.    | Auguste Landrieu     | olimpiai ezüstérmes belga tornász                                                                      | ?         |
| április 18.    | Duffy Lewis          | World Series bajnok amerikai baseballjátékos                                                           | 1979      |
| április 23.    | Jim Scott            | World Series bajnok amerikai baseballjátékos                                                           | 1957      |
| április 26.    | Robert Bloch         | Le Mans-i 24 órás verseny győztes francia autóversenyző                                                | 1984      |
| április 26.    | Ray Caldwell         | World Series bajnok amerikai baseballjátékos                                                           | 1967      |
| április 26.    | Olaf Henriksen       | / World Series bajnok dán-amerikai baseballjátékos                                                     | 1962      |
| április 27.    | Lore Bader           | amerikai baseballjátékos                                                                               | 1973      |
| április 29.    | Ernie Johnson        | World Series bajnok amerikai baseballjátékos                                                           | 1952      |
| május 9.       | Tommy Clarke         | amerikai baseballjátékos, World Series bajnok baseballedző                                             | 1945      |
| május 15.      | Steve Yerkes         | World Series bajnok amerikai baseballjátékos                                                           | 1971      |
| június 22.     | Bert Whaling         | World Series bajnok amerikai baseballjátékos                                                           | 1965      |
| június 26.     | Claës-Axel Wersäll   | olimpiai bajnok svéd tornász                                                                           | 1951      |
| július 12.     | Harry Krause         | World Series bajnok amerikai baseballjátékos                                                           | 1940      |
| július 14.     | Odile Defraye        | Tour de France-győztes belga kerékpáros                                                                | 1965      |
| július 19.     | Kurt Stenberg        | olimpiai bronzérmes finn tornász                                                                       | 1936      |
| július 24.     | Gellért Imre         | olimpiai ezüstérmes magyar tornász                                                                     | 1981      |
| augusztus 1.   | Charles Winslow      | olimpiai bajnok dél-afrikai teniszező                                                                  | 1963      |
| augusztus 17.  | Vince Molyneaux      | amerikai baseballjátékos                                                                               | 1950      |
| augusztus 23.  | Hans Bredmose        | dán tornász, olimpikon                                                                                 | 1958      |
| szeptember 1.  | Gabriel Thorstensen  | olimpiai bajnok norvég tornász                                                                         | 1974      |
| szeptember 6.  | Red Faber            | World Series bajnok amerikai baseballjátékos                                                           | 1976      |
| szeptember 10. | Marty Krug           | World Series bajnok amerikai baseballjátékos                                                           | 1966      |
| szeptember 14. | Osvald Moberg        | olimpiai bajnok svéd tornász                                                                           | 1933      |
| szeptember 15. | Jean Dubuc           | World Series bajnok amerikai baseballjátékos                                                           | 1958      |
| október 13.    | Raoul Heide          | világbajnok norvég párbajtőrvívó, olimpikon                                                            | 1978      |
| október 25.    | Léon Tom             | világbajnok és olimpiai ezüstérmes belga vívó, bobos                                                   | ?         |
| október 26.    | Dick Hoblitzell      | World Series bajnok amerikai baseballjátékos                                                           | 1962      |
| október 28.    | Eliseo Brown         | argentin válogatott labdarúgó                                                                          | ?         |
| október 31.    | Andreas Cervin       | olimpiai bajnok svéd tornász                                                                           | 1972      |
| november 19.   | Hans Lem             | olimpiai ezüstérmes norvég tornász                                                                     | 1962      |
| november 19.   | José Raúl Capablanca | kubai sakkozó, a sakk harmadik világbajnoka                                                            | 1942      |
| december 6.    | Sven Landberg        | olimpiai bajnok svéd tornász                                                                           | 1962      |
| december 11.   | Fred Toney           | World Series bajnok amerikai baseballjátékos                                                           | 1953      |
| december 14.   | Harold Hardwick      | olimpiai bajnok ausztrál úszó, ökölvívó, rögbijátékos, katona                                          | 1959      |
| december 17.   | Tor Norberg          | olimpiai bajnok svéd tornász                                                                           | 1972      |
| december 20.   | Jean Bouin           | olimpiai ezüstérmes francia középtávfutó atléta                                                        | 1914      |
| december 20.   | Fred Merkle          | amerikai baseballjátékos                                                                               | 1956      |

## Halálozások
| Halálozás     | Név              | Nemzetiség, sportág, eredmények | Születés |
| ------------- | ---------------- | ------------------------------- | -------- |
| augusztus 12. | Favel Wordsworth | amerikai baseballjátékos        | 1850     |
| november 10.  | John Glenn       | amerikai baseballjátékos        | 1850     |